# 팬타그램 (디자인 회사)
팬타그램(Pentagram)은 디자인 회사이다. 1972년 Alan Fletcher, Theo Crosby, Colin Forbes, Kenneth Grange 및 Mervyn Kurlansky가 1972년에 설립했다. 런던, 뉴욕, 샌프란시스코, 베를린 및 텍사스 오스틴에 지사가 있다.

## 역사
팬타그램은 디자이너들이 하나의 회사에서 독립성을 유지하면서 협업하는 것을 전제로 설립되었다. 테오 크로스비는 1950년대 후반 전시회 인 This Is Tomorrow에서 일한 그의 경험을 팬타그램을 설립하는데 반영하였다. 이 회사는 현재 5개 도시에 23명의 파트너 디자이너로 구성되어 있으며 각 팀은 디자이너 팀을 관리하고 공통 과제 및 직원 리소스를 공유한다. 각 사무실의 파트너는 소득을 균등하게 공유하며 모든 파트너는 전체 회사의 동일한 지분을 가지고 있다. 이 평등에 기초한 기업문화는 신입 회원을 정기적으로 모집하는 전통과 함께 회사를 새롭게하는 동시에 신입 회원에게도 오랜 파트너와 동등한 입장을 제공한다. 전체 그룹 이외의 임원, CEO, CFO 또는 이사회는 없음과 같은 문화를 통해 조합원은 그룹 운명에 대한 동등한 참여와 통제가 가능하다. 1978년 Colin Forbes는 뉴욕 지사를 설립하여 그래픽 디자이너 Peter Harrison과 Woody Pirtle를 파트너로 임명하였다. 1990-91년 그래픽 디자이너 폴라 쉐어와 건축가 제임스 비버는 뉴욕 사무소에 합류하여 CPH 길버트 (GPH)가 설계 한 204 Fifth Avenue의 건물로 이사하여 2017년까지 거주했다.

## 분야
그래픽 디자인, 아이덴티티, 건축, 인테리어 및 제품 등 디자인에 관한 광범위한 주제를 다룬다. 윈도우 10, 씨티뱅크, 뉴욕공립극장 등의 로고가 팬타그램의 작품이다. 영국의 Sam Labs, United Airlines, The Co-operative 브랜드의 정체성을 개발하여 Design Business Association으로부터 은상을 수상했다. 2007년에 Saks Fifth Avenue의 시각적 정체성을 작업했다.
그래픽 디자인 작업 외에도 Harley-Davidson Museum, Alexander McQueen 상점, Citibank 인테리어, Adshel 및 Clear Channel 빌딩, 런던의 Phaidon Atlas 등의 개인 주택과 같은 건축 프로젝트를 수행하는 파트너를 보유하고 있다.
2005년 미국 케이블 TV 프로그램인 데일리 쇼의 세트 및 화면 그래픽을 재설계하였다.
2008년 2월 12일, 미국 대통령 산하 서비스 및 시민 참여위원회는 팬타그램의 프로 보노 활동에 대한 공로를 인정하여 "DNA"상을 수여했다. 최근 아이들에게 컴퓨터를 보급하는 OLPC 프로젝트에 동참하고 있다.